# Rottalhorn
 (avril 2021).
Le Rottalhorn est un sommet des Alpes bernoises, en Suisse, situé à la frontière entre le canton du Valais et le canton de Berne, qui culmine à 3 971 m d'altitude. Il se trouve à quelques centaines de mètres au sud-est du sommet de la Jungfrau. Il surplombe à l'est le Jungfraufirn du glacier d'Aletsch.